# Karl Allmendinger
Karl Allmendinger, nemški general, * 3. februar 1891, Abtsgemünd, † 2. oktober 1965, Ellwangen.